# Милош Вушковић
Милош Вушковић (Цетиње, 17. август 1900 — Цетиње 5. септембар 1975.) био је српски сликар, илустратор, карикатуриста и професор визуелних уметности, члан ЦАНУ (Црногорске академије наука и уметности) и УЛУЦГ (Удружења ликовних уметника Црне Горе).

## Биографија
Основну школу и нижу гимназију завршава на Цетињу. По избијању Првог светског рата интерниран је у Аустрију. По окончању рата уписао се на Уметничку школу у Београду. Од 1921. до 1924. године, студира сликарство у Бечу до дипломирања 1924. Враћа се у Панчево где од 1926. до 1933. ради у гимназији као професор цртања. Након тога прелази поново у Београд где наставља са педагошким радом (професор цртања у Првој мушкој гимназији) и сарађује са београдским часописима као карикатуриста и сатиричар. Од 1933-1934. професор је цртања у Земунској гиманзији.
1935. постаје суоснивач сатиричног асописа Ошишани Јеж и на њему ради заједно са Бетом Вукановић, Пјером Крижанићем, Браниславом Нушићем, Станиславом Винавером, Бранком Ћопићем и другим познатим уметницима и писцима тог доба.
Вушковић је био члан српске уметничке групе Облик и аутор политичких карикатура и хумористичких карикатура о Лали Моце и Црногорцу Крцуну, најпопуларнијим измишљеним ликовима које је тада објављивао часопис Јеж.
После Другог светског рата Вушковић се преселио у Црну Гору где 1948. постаје директор Уметничке школе у Херцег Новом. 1950. постао је директор Завичајног музеја Пљевља, а 1952. директор и Народне умјетничке галерије на Цетињу.
Вушковић је имао више самосталних изложби и учествовао на свим најзначајнијим домаћим и међународним манифестацијама у организацији удружења ликовних уметника Црне Горе, Србије и бивше Југославије. 1944. учествовао је на групној изложби у Београду са Јованом Бјелићем, Стојаном Аралицом, Бетом Вукановић и Недељком Гвозденовићем. Вушковићева дела су изложена уз слике Петра Лубарде, Мила Милуновића, Риста Стијовића и других уметника у збирци Народног музеја Црне Горе.